# Kurtna Suurjärv
Suurjärv eller Kurtna Suurjärv är en sjö i nordöstra Estland. Den ligger i Alutaguse kommun i  landskapet Ida-Virumaa, 160 km öster om huvudstaden Tallinn. Suurjärv ligger 47 meter över havet. Arean är 0,34 kvadratkilometer. Namnet är estniska för 'Storsjön' och på grund av det vanliga namnet kallas den ofta för Kurtna Suurjärv efter den närbelägna byn Kurtna för att skilja den från andra sjöar med samma namn. Sjön avvattnas av Vasavere jõgi som via Pühajõgi mynnar i Finska viken.